# ポール・ロックハート
ポール・ロックハート(Paul Scott "Paco" Lockhart、1956年4月28日-)は、アメリカ合衆国の航空技術者、アメリカ合衆国空軍の大佐、アメリカ航空宇宙局の宇宙飛行士である。2度のスペースシャトルのミッションに参加した。

## 生い立ちと教育
1956年4月28日に生まれ、テキサス州アマリロで育ち、1974年にタスコサ高校を卒業した。1978年にテキサス工科大学で数学の学士号を取得した。その後、1981年にアメリカ合衆国空軍に任官される前に、テキサス大学オースティン校で航空宇宙工学の修士号を得た。また、ロータリーフェローシップで、1978年から1979年にインスブルック大学やウィーン大学のサマースクールでも学んだ。シラキュース大学とフロリダ大学でも航空宇宙関係のコースを完了した。また、予備役将校訓練課程と中隊長士官学校も優秀な成績で卒業した。

## 軍役
1983年にパイロットとしての訓練を終えると、ロックハートは、第49戦闘機訓練中隊に配属され、T-33に乗った。1986年からは、アメリカ空軍やドイツでF-4に乗るようになり、1987年から1990年には、地対空ミサイルの制圧戦術のため、F-4及びF-16の飛行教官を務めた。彼は、1991年からエドワーズ空軍基地で、高性能軍用機の試験飛行のための訓練を始めたと言われている。卒業すると、エグリン空軍基地の空軍開発試験センターの試験航空団に配属され、F-16のための兵器の試験を行った。エグリンでの4年半の間に、第39飛行訓練航空団の責任者に選ばれ、アメリカ合衆国の最新の兵器のほとんどは、彼の指揮の下、最初に試験されることになった。
彼は、30種類以上の航空機やスペースシャトルで、5000時間以上の飛行経験を持つ。
NASAでの勤務後、彼は、イギリスの王立国防学院に配属され、2004年に卒業した。軍での最後の配属は空軍本部で、戦力構造と分析/評価を担当した。2007年1月に除隊してNASAに戻り、管理的な地位に就いた。

## NASAでのキャリア
F-16のテストパイロットであったロックハートは1996年の宇宙飛行士候補に選ばれた。どちらも2002年に行われ、ISSを訪れたSTS-111とSTS-113の2度のミッションに参加した。STS-113では、怪我をしたクリストファー・ロリアからの交代で操縦手を務めた。

## 受賞等
- ディフェンス・スーピアリアサービスメダル
- w:Defence Meritorious Service Medal
- w:Aerial Achievement Medal
- w:Commendation Medal
- w:Natinal Defence Service Medal
- w:Achievement Medal、その他多数[3]